# Partyzánská brigáda Mistr Jan Hus

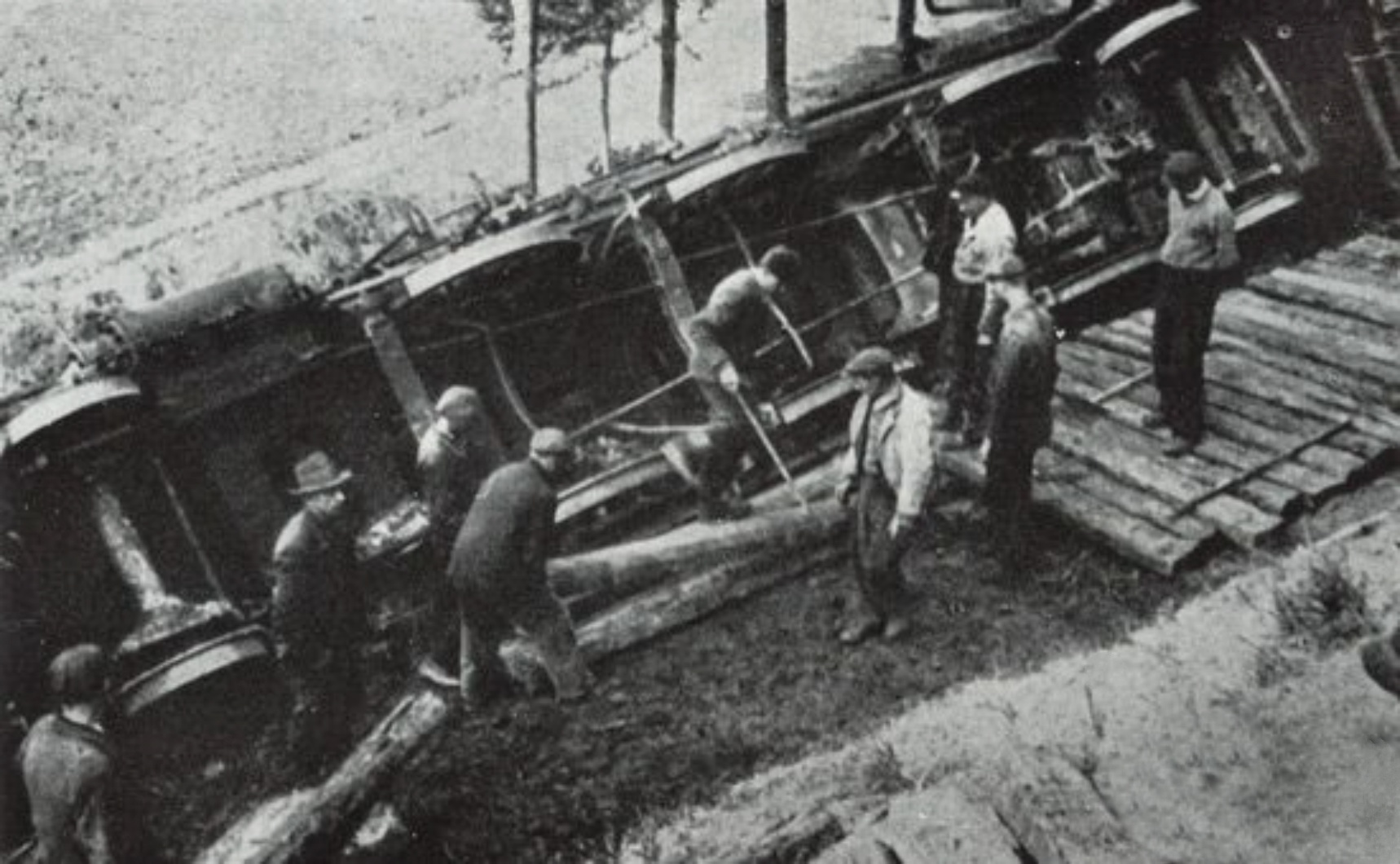
Jedna z diverzních akcí partyzánské brigády Mistr Jan Hus (březen 1945)

Partyzánská brigáda Mistr Jan Hus byla jednou z nejaktivnějších partyzánských skupin, které v období druhé světové války působily v Protektorátu Čechy a Morava. Svou diverzní činnost prováděli příslušníci brigády především v oblasti Českomoravské vrchoviny. Původní výsadek čítal 12 členů.

## Počátky partyzánské brigády Mistr Jan Hus
Výsadek partyzánského oddílu Mistr Jan Hus se po několika předchozích neúspěšných pokusech uskutečnil dne 26. října 1944 na české straně Českomoravské vrchoviny. Velitelem výsadku byl kapitán Rudé armády Alexandr Vasiljevič Fomin. Funkci politického komisaře zastával Miroslav Pich-Tůma, který byl z dvanáctičlenného parašutistického výsadku jediným Čechem. Ostatní byli sovětskými občany a příslušníky Rudé armády. V partyzánském způsobu boje povětšinou nebyli žádnými nováčky a měli zkušenosti z bojů proti Hitlerově armádě například na Ukrajině. Jednalo se o náčelníka štábu Ivana Vasiljeviče Perchuna, náčelníka zpravodajské služby Nikolaje Chimiče, náčelníka zásobování Nikolaje Kolesnika, lékařku Lydii Smykovou, dva radisty Alexandra Čepurova a Mariju Nikiforovnu Poljakovovou a další – Nikolaj Nikolaje Mezeleva, Vladimíra Prigodiče, kulometčíka Ivana Knyše a Nikolaje Šustova, specialistu na diverzní akce.

Někteří ze členů partyzánské brigády Mistr Jan Hus
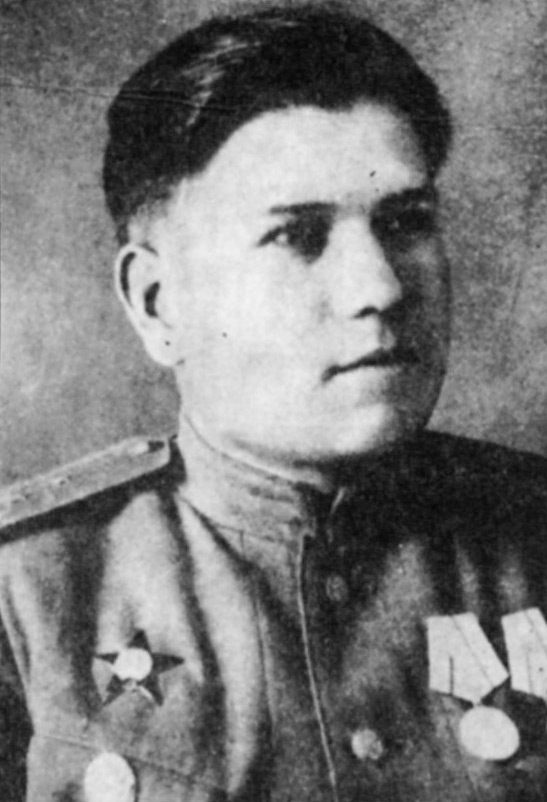
Velitel major Alexandr Vasiljevič Fomin
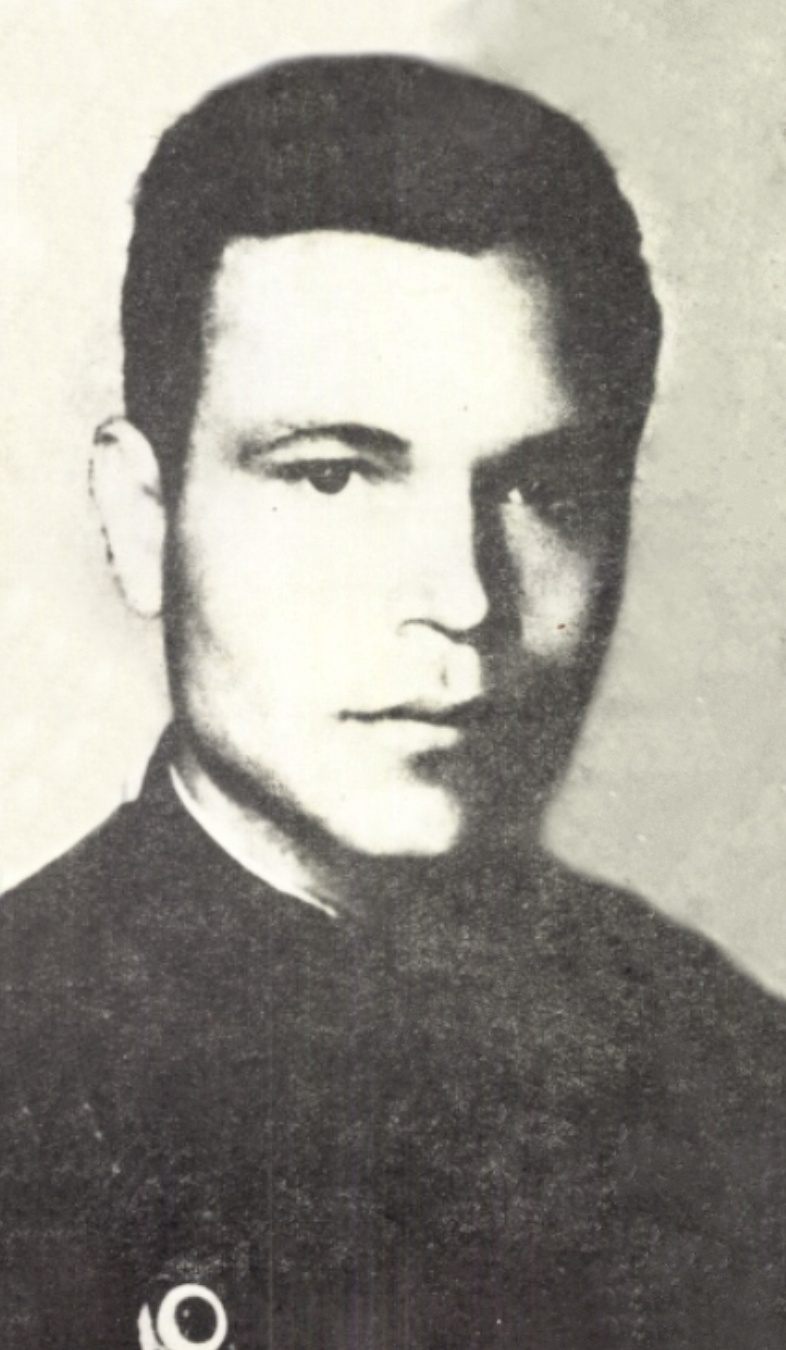
Náčelník štábu nadporučík Ivan Vasiljevič Perchun (* 24. března 1916 – 27. března 1945)
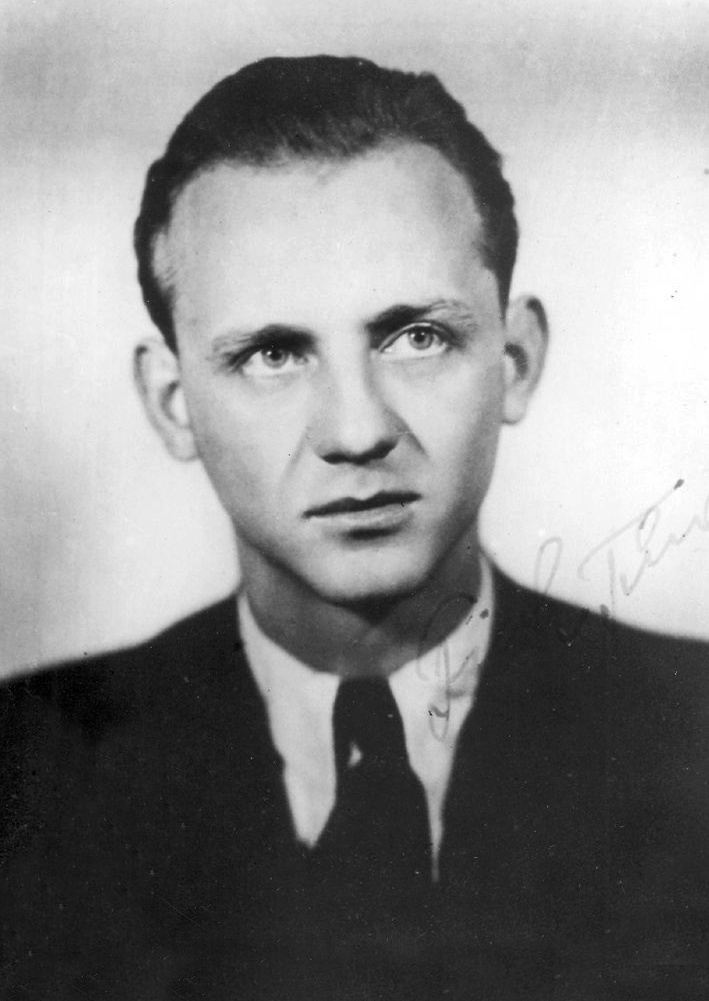
Politický komisař Miroslav Pich-Tůma
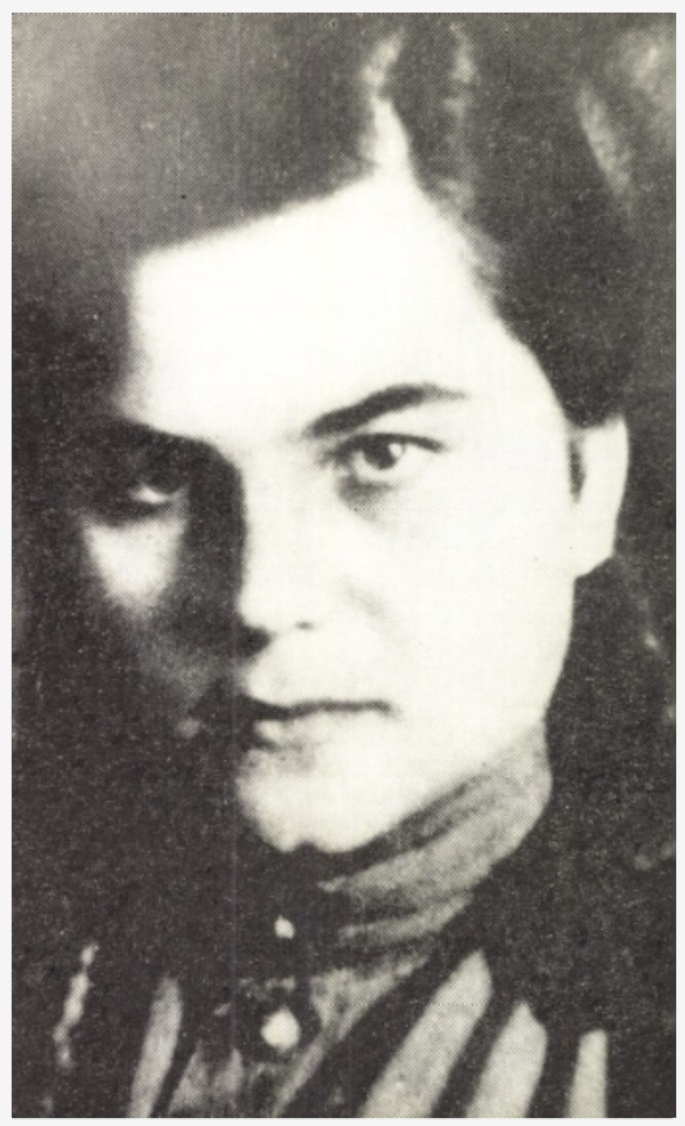
Radistka Marija Nikiforovna Poljakovová (* 22. dubna 1923 – 27. března 1945)

Původně plánované místo výsadku se nacházelo nedaleko města Žďár nad Sázavou. Jako navigační bod pro piloty měl posloužit rybník Velké Dářko, ten však byl v říjnu 1944 vypuštěný. Orientace pilotů byla tak velmi ztížena, díky čemuž nakonec došlo k vysazení parašutistů u obce Podhořany nedaleko Čáslavi v oblasti Železných hor.
Hlavním úkolem jednotky Mistr Jan Hus byla politická a organizační práce mezi civilním obyvatelstvem, která by zajistila pozdější předání správy poválečného Československa do rukou komunistických představitelů. S tímto záměrem organizovalo partyzánské oddíly vedení KSČ v Moskvě a následně je vysílalo do Protektorátu Čechy a Morava. Z dalších partyzánských skupin působících na Českomoravské vrchovině, jejichž činnost se částečně prolínala s působením oddílu Mistra Jana Husa, lze jmenovat oddíl Jan Kozina, Zarevo, Dr. Miroslav Tyrš, Jermak, Kirov a další. Tyto skupiny primárně příslušely pod Ukrajinský štáb partyzánského hnutí se sídlem v Kyjevě, který také zajišťoval jejich výcvik před vysláním do akce.
V rámci politicko-organizačního působení bylo hlavní náplní práce skupiny Mistr Jan Hus vytvářet ilegální národní výbory v obcích, jež měly organizovat ozbrojený odpor především v závěrečných dnech války a po jejím skončení na ně měla být přenesena správa nově formovaného státu. Zakládání ilegálních národních výborů měl ve skupině na starost zejména politický komisař. Ve svých pamětech Pich uvádí, že za dobu svého působení, tj. přibližně sedm měsíců, skupina vytvořila 103 ilegálních národních výborů a 3 okresní národní výbory, a to ve Žďáře nad Sázavou, v Německém (dnes Havlíčkově) Brodu a v Přibyslavi.

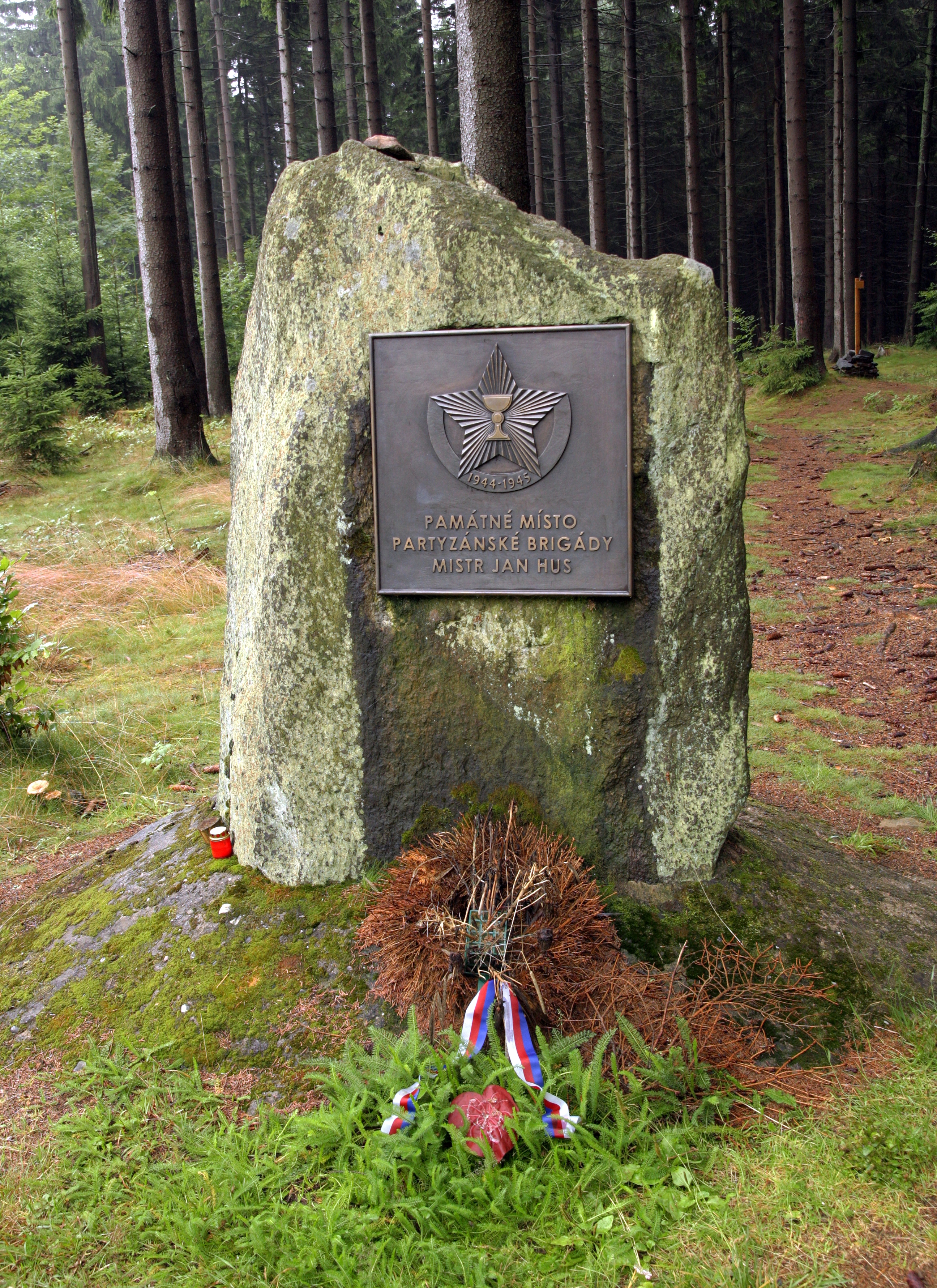
Pomník partyzánské brigády Mistr Jan Hus na Fryšavském kopci

Dalším posláním partyzánské skupiny bylo provádět diverzní a sabotážní akce a narušovat tak německou válečnou výrobu v Protektorátu, jenž svým rozvinutým průmyslem pilně zásoboval německou armádu v bojích s nepřítelem. Mezi klasické diverzní akce lze zařadit poškozování železničních a silničních tratí a mostů, přepadávání německých zásobovacích kolon, útoky na německé vlaky vezoucí vojáky nebo těžkou techniku na frontu, poškozování vedení vysokého napětí nebo přerušování telefonního spojení.
Akce partyzánské jednotky Mistra Jana Husa, která asi nejcitelněji zasáhla přímo řady nacistů, se podařila jedné její menší skupině v únoru 1945. Zaútočili palbou na projíždějící auto nedaleko Německého Brodu. Chtěli ho zastavit a zabavit, a aniž by to tušili, zastřelili při tom vysokého důstojníka SS Bruno Waltera, zástupce šéfa spojovací úřadovny NSDAP v Berlíně, jenž právě projížděl Protektorátem z Berlína do Vídně, kam převážel důležité dokumenty o německé armádě. Auto se však partyzánům zastavit nepodařilo a zmíněné dokumenty tak unikly. Byl to neplánovaný, ale přesto velmi zdařilý atentát na vysokého německého pohlavára, jedna z posledních úspěšných akcí brigády před zničením jejího velícího štábu.
Důležitá byla také jejich funkce jako zpravodajů. Pracovali jako zpravodajská služba pro vrchní vojenské velení Rudé armády - předávali informace o průmyslové výrobě, o pohybu vojáků, válečné techniky, o opevňovacích systémech a protiletecké obraně nacistů apod. Spojení se štábem 1. Ukrajinského frontu a později 4. Ukrajinského frontu, pod který byli převeleni, prováděli pomocí vysílaček. Po celou dobu války se nacisté snažili toto vysílání zachytit a pomocí něj tak partyzány dopadnout.
Původní dvanáctičlenný výsadek Mistra Jana Husa se postupně rozšiřoval, jak jednotka přijímala nové dobrovolníky například z řad civilního obyvatelstva. Vůbec prvními osobami, které partyzáni po prověření přijali do své jednotky, byli sovětští váleční uprchlíci - Ivan Jemeljanov, Konstantin Korovin a Sergej Borisovský. Ti se už nějakou dobu pohybovali v lesích v okolí místa výsadku a právě od nich partyzáni získali první informace, kde se vlastně nacházejí. Zároveň přes ně navázali poprvé kontakty s civilním obyvatelstvem v obcích Lipovec a Licoměřice. V těchto vesnicích byly záhy vytvořeny první ilegální protinacistické organizace. Brzy potom přibyli do jednotky také první Češi, tři mladí chlapci, kteří uprchli z nucených prací v Německu - Oldřich Pokorný, Oldřich Šafář a Zdeněk Šrámek.
V únoru 1945 se jednotce dostalo významného ocenění, když byla povýšena na brigádu.

## Spolupráce s civilním obyvatelstvem
Obyvatelé Protektorátu poměrně ochotně vycházeli partyzánům vstříc a nabízeli jim svou pomoc. Hlavně jim zajišťovali přísun jídla, často je nechávali u sebe přespávat. Partyzáni se totiž přes den pohybovali po lesích, ale pokud v noci zrovna nepodnikali nějakou diverzní činnost, většinou se uchylovali do vesnic a přespávali buď v opuštěných staveních nebo přímo u lidí, kteří je u sebe nechali.
Poté, co se partyzáni z Mistra Jana Husa zabydleli v oblasti Českomoravské vrchoviny, začali rozvíjet novou strategii partyzánského boje, tj. vytvářeli tzv. civilní partyzánké skupiny (CPS). Jejich členy se stávali lidé, kteří přes den žili obyčejným civilním životem, chodili do zaměstnání a podobně, a pouze v noci podnikali různé diverzní akce. Byli tak mnohem méně nápadní a tudíž hůře postižitelní.
Důležitou funkci mezi těmi, kteří kooperovali s partyzány, měly tzv. civilní spojky. Jejich povinností bylo udržovat spojení mezi jednotlivými oddíly skupiny, přenášet vzkazy a dopisy mezi veliteli oddílů. U skupiny Mistra Jana Husa to byly většinou ženy, k nejstatečnějším patřily Zdena Moravcová, Anežka Bromová-Korovinová a Věra Pilařová.

## Zničení velitelského štábu brigády

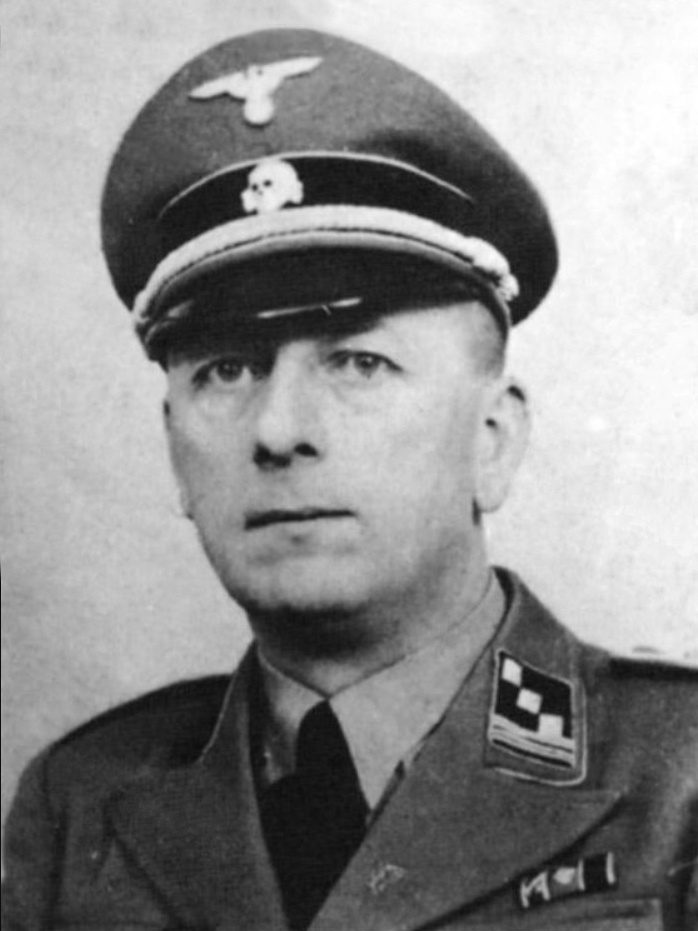
Šéf chrudimského sonderkommanda Paul Hermann Feustel

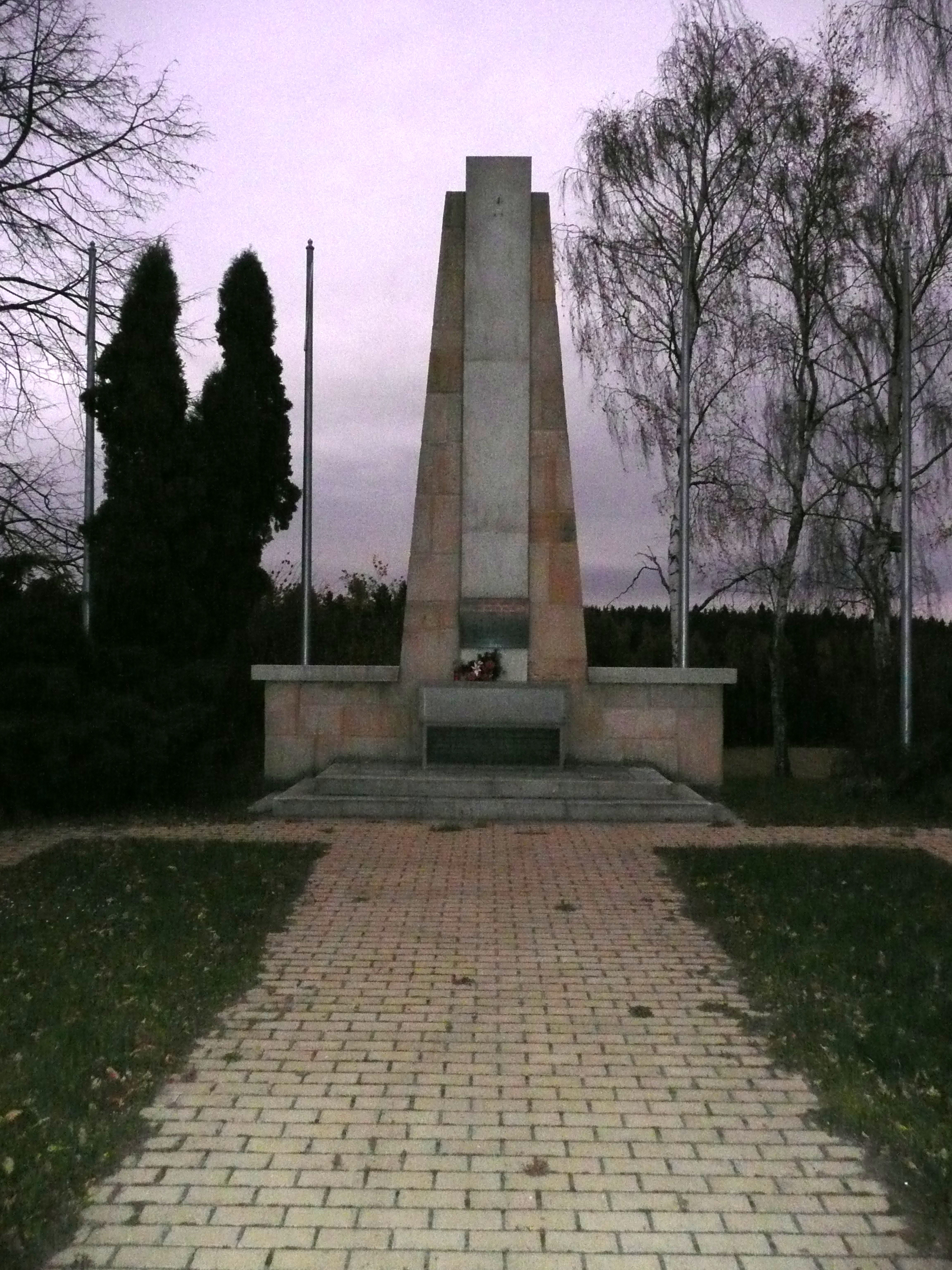
Památník padlých partyzánů Leškovice

V prvních měsících roku 1945 již byla partyzánská brigáda Mistra Jana Husa rozdělena do několika oddílů. Členové jednotlivých oddílů měli určeno plnit různé úkoly v několika oblastech Českomoravské vrchoviny.
Štáb brigády v čele s majorem Alexandrem Fominem se v tu dobu pohyboval na Kutnohorsku. Jednotka tu plnila především zpravodajské úkoly. Aby nedošlo k jejich vyzrazení zaměřením jejich vysílačky, často se přesouvali z místa na místo. V březnu 1945 se rozhodlo, že štáb opustí kutnohorsko-ledečskou základnu, která byla v malé obci Dědice u Zbýšova v domku p. Karla Dvořáka a vrátí se na Přibyslavsko, kde si vybuduje nový úkryt.
Vydali se na pochod na Žďársko. Když se nacházeli v lesích u obce Leškovice vydal velitel Fomin rozkaz k jednodennímu odpočinku. Prakticky okamžitě po příchodu začali radisté Poljakovová a Čepurov na příkaz Fomina vysílat zprávy vysílačkou. To se velitelskému štábu brigáhy Mistra Jana Husa stalo zřejmě osudným, protože Němců se podařilo zachytit jejich vysílání.
Dne 26. března 1945, poté, co zpravodajská a pátrací rota gestapa zaměřila vysílání Fominovy skupiny, obklíčilo obec Leškovice několik desítek příslušníků branné moci z Chrudimi a Habrů.
Celou akci vedl šéf chrudimského sonderkommanda Paul Hermann Feustel. Nejprve začalo vyslýchání obyvatel Leškovic a pak se gestapo vydalo do lesů. Podle výpovědí svědků se zdá, že vysílačku zaměřili poměrně přesně a při zásahu šli víceméně najisto. První výstřely padly po šesté hodině večer a přestřelka trvala až do čtyř hodin do rána.
V boji s nacisty nakonec padlo všech 7 členů štábu – velitel štábu major Fomin, náčelník štábu nadporučík Perchun, radisté Čepurov a Poljakovová, lékařka Smyková a dva čeští partyzáni Josef Coufal ze Samotína a Jan Janáček ze Sobiňova. Ještě před smrtí stihli zničit radiostanici a nejdůležitější doklady a dokumenty.
Ostatní členové brigády nadále prováděli zpravodajskou a diverzní činnost v oblasti Českomoravské vrchoviny až do posledních válečných dní v květnu 1945. Tehdy se aktivně účastnili květnového povstání hlavně ve větších městech Žďáru nad Sázavou a tehdejším Německém Brodě.